# Thomas Kitchin
Pour les articles homonymes, voir Kitchin.
Thomas Kitchin ou Thomas Kitchen (Londres, 1718 — St Albans, 1784) est un graveur et cartographe anglais, devenu hydrographe du roi.
Également écrivain, il a écrit sur l'histoire des Antilles.

## Biographie
Thomas Kitchin naît dans le quartier londonien de Southwark en 1718.
Il devient l'apprenti d'Emanuel Bowen en 1732. D'abord basé à Clerkenwell, à Londres, en 1754, Kitchin, s'établit ensuite à Charing Cross (1758-1767), puis à Holborn Hill, de 1768 à 1779,.
Il épouse en 1739 Sarah, fille d'Emanuel Bowen, puis Jane, fille du ministre baptiste Joseph Burroughs, en 1762.
Thomas Kitchen produit de nombreuses cartes, avec l'aide d'autres graveurs, dont Anthony Walker.
Vers 1752, John Tinney acquiert de John Hinton les plaques du Large English Atlas (1748-1760) d'Emanuel Bowen et Thomas Kitchin, qui est resté le plus important atlas du pays jusqu'à celui de John Cary en 1787. Robert Sayer et les frères Bowles participent aux coûts de ce projet à partir de 1755, et financent par la suite d'autres jeux d'estampes de bâtiments et jardins. Tinney grave probablement les premières de ces estampes, mais confie les autres à ses élèves, dont Woollett,,,,.
En 1773, Kitchin devient l'hydrographe du roi. Il vécut et travailla à Londres jusqu'à sa retraite.
Thomas Kitchin meurt à St Albans le 23 juin 1784. Il est enterré à la Cathédrale Saint-Alban de St Albans, mais sa pierre commémorative n'a pas survécu.

## Œuvre
Il a produit la carte de l'Écosse de John Elphinstone (1746), Geographia Scotiae (1749) et The Small English Atlas (1749) avec Thomas Jefferys. The Large English Atlas, co-réalisé avec Bowen (1749–60) est une tentative sérieuse de couvrir l'Angleterre à grande échelle. En 1755, Kitchin a gravé la Mitchell Map (en) (éditée par Andrew Millar) de l'Amérique du Nord, qui sera par la suite utilisée comme référence lors du Traité de Paris de 1783.
Il a travaillé pour London Magazine, pour qui il a produit environ 170 cartes, entre 1747 et 1783. Kitchin aurait souvent volé les travaux d'autres cartographes, ce qui explique en partie pourquoi il a « créé » autant de travail de cartographe.
Il a publié l'ouvrage The Current State of the West-Indies: Containing an Exactate Description of What Parts Are Possessed by the Multiple Powers in Europe en 1778 (Londres : R. Baldwin).

Quelques cartes de Thomas Kitchin
La Mitchell Map (en), gravée par Kitchin en 1755.
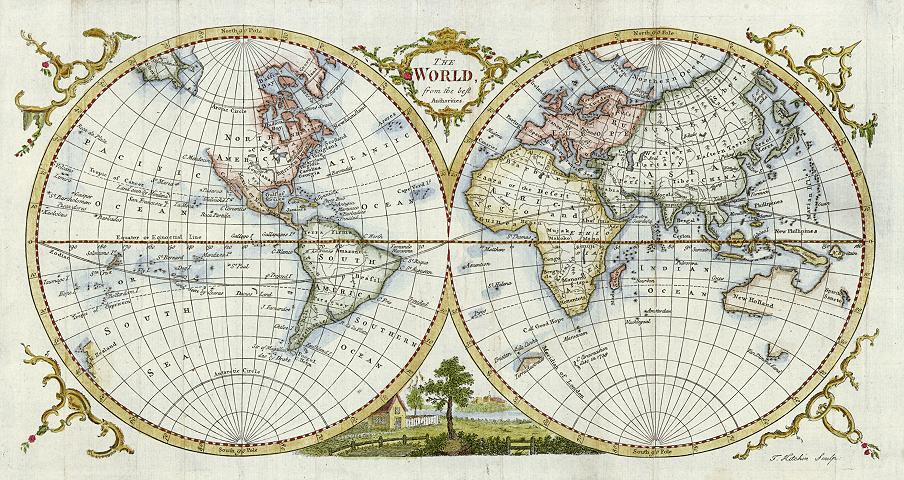
The World From the Best Authorities, publiée dans New Geographical Grammar de William Guthrie (1777).
Map of Middlesex (1769).
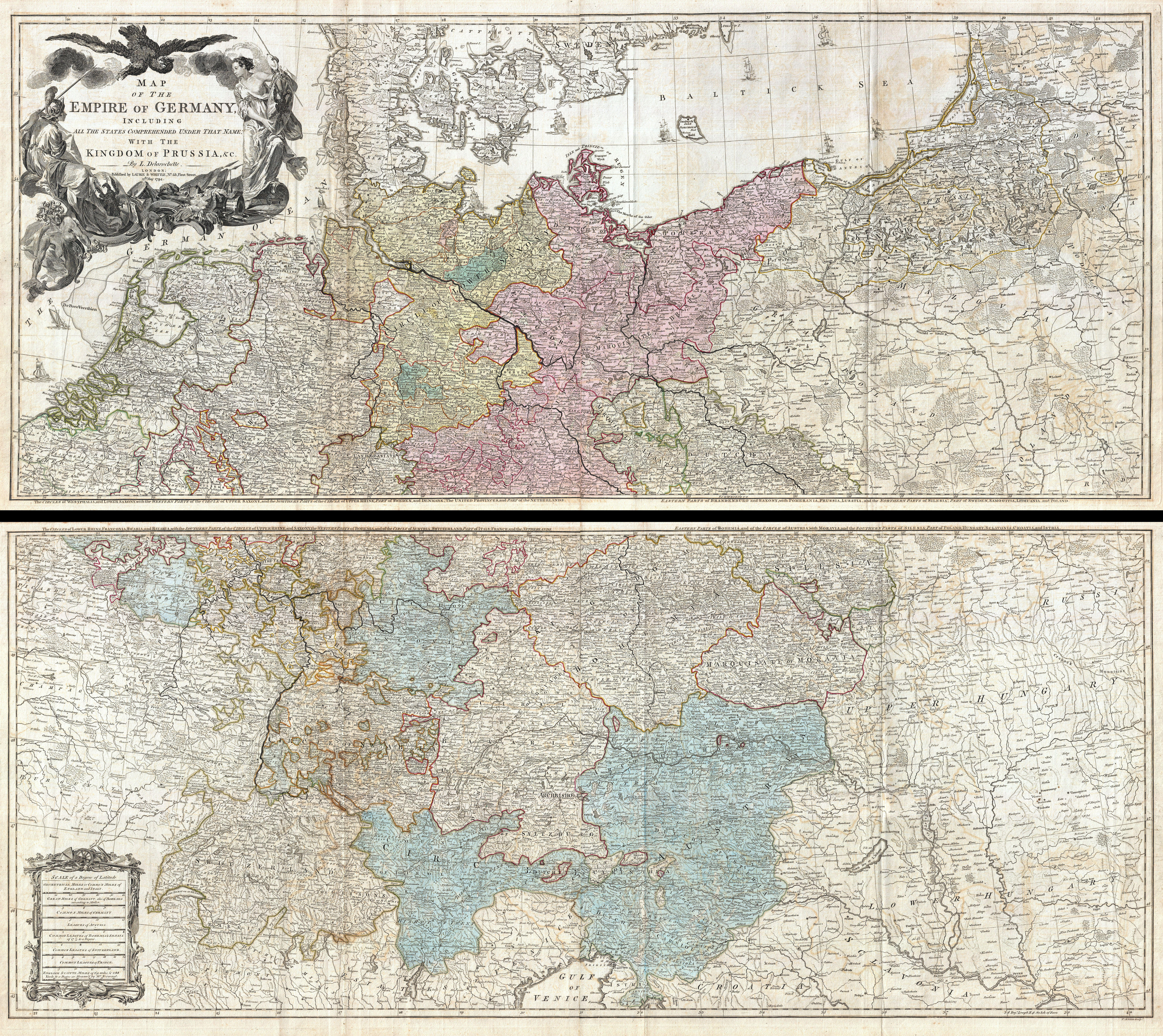
Map of the Empire of Germany, Including All the States Comprehended under that Name: with the Kingdom of Prussia, &c. (1759 ; l'image ici présente provient d'une édition de 1797).
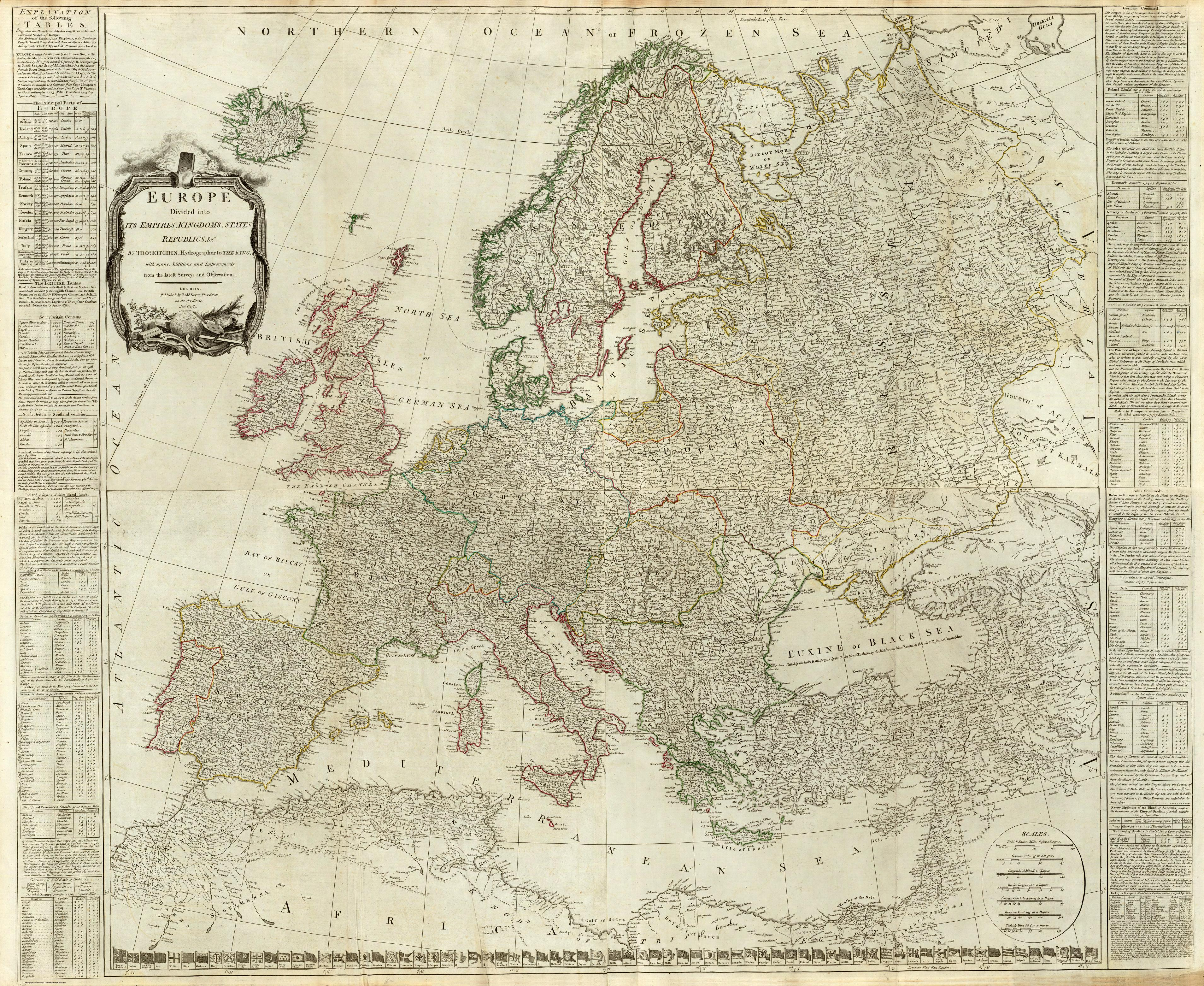
Composite Europe (1787).
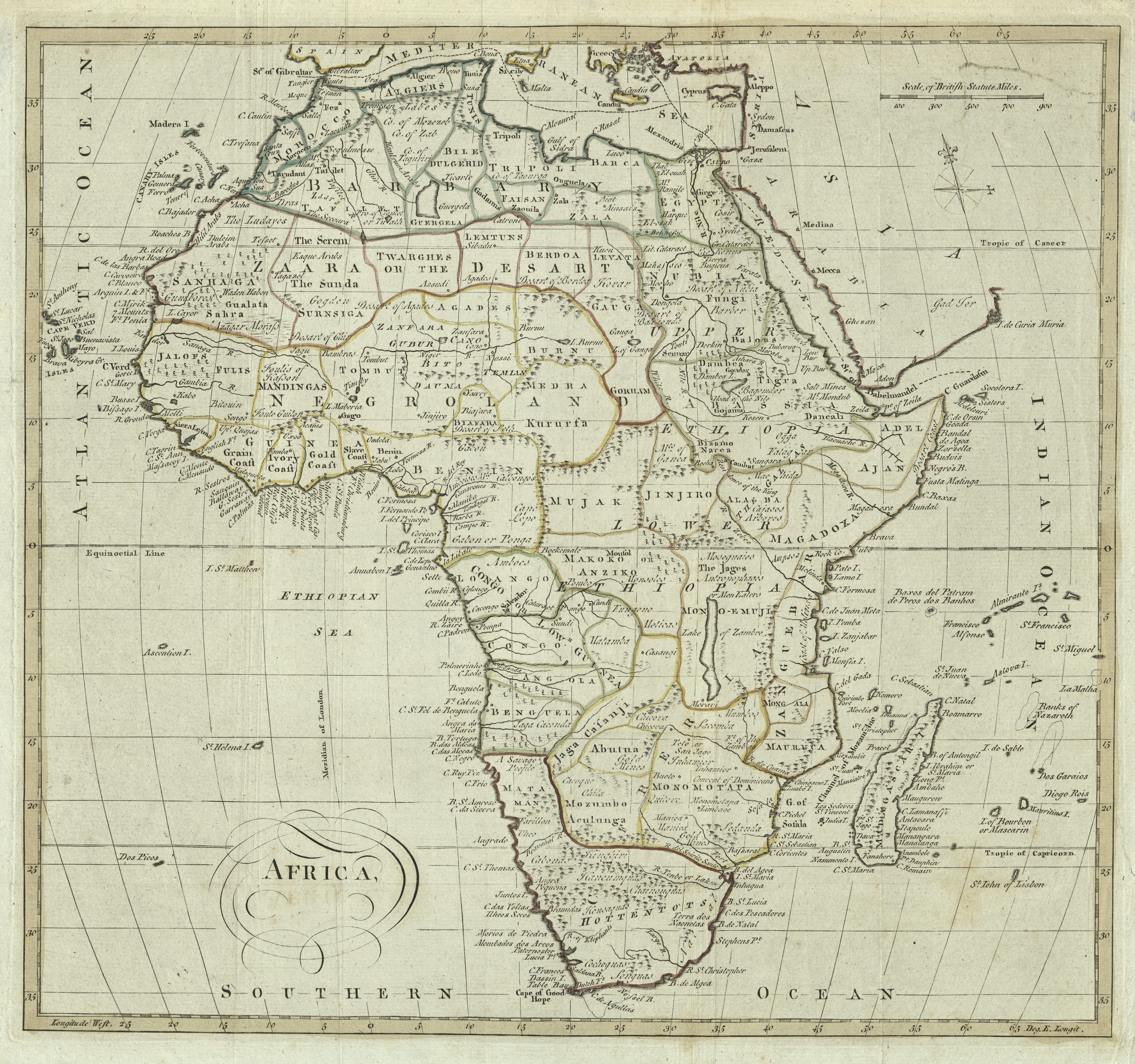
Africa (1770).

Autres gravures de Thomas Kitchin
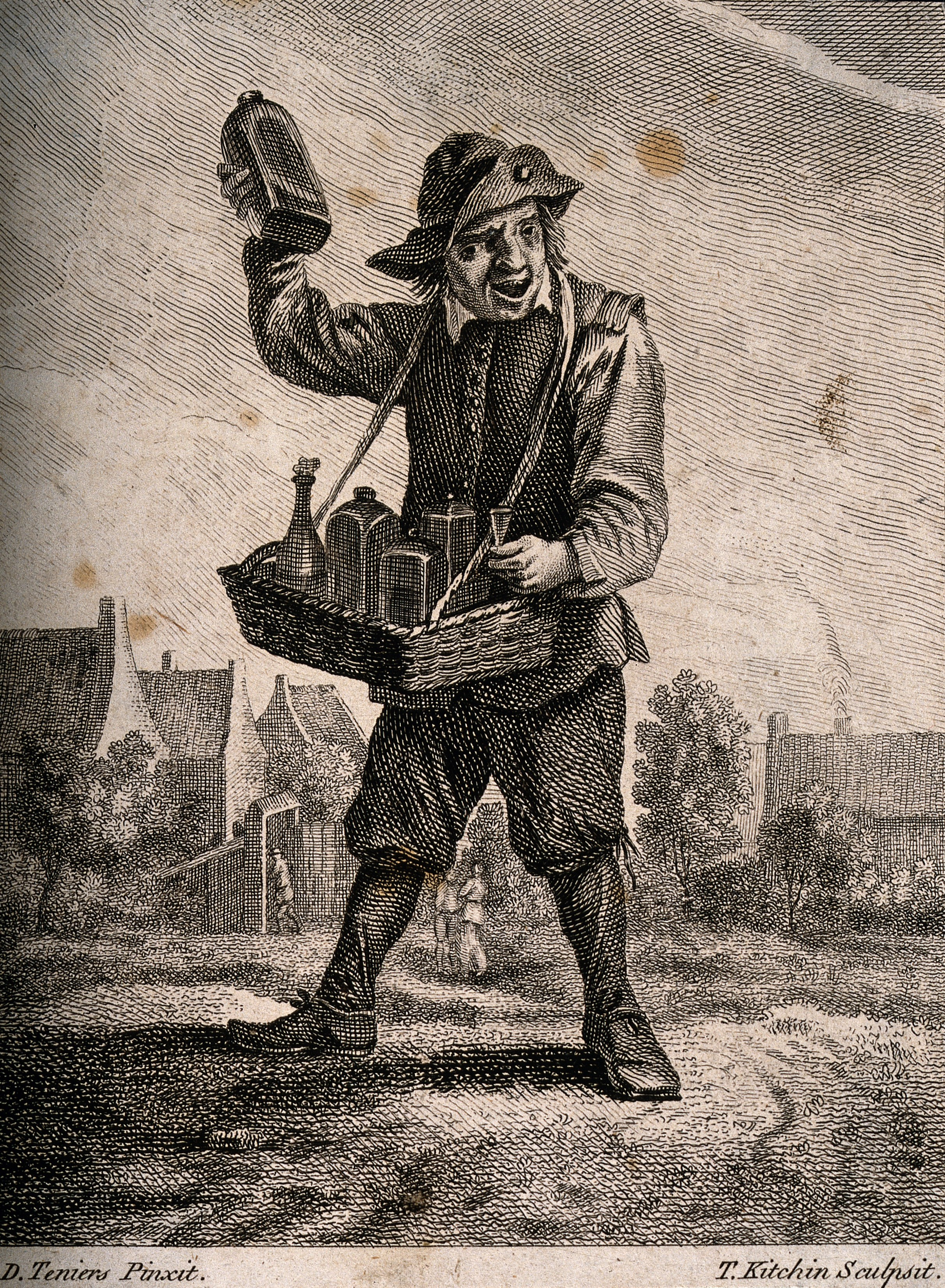
A country pedlar selling medicines from a basket, d'après David Teniers le Jeune (n. d., Wellcome Collection).
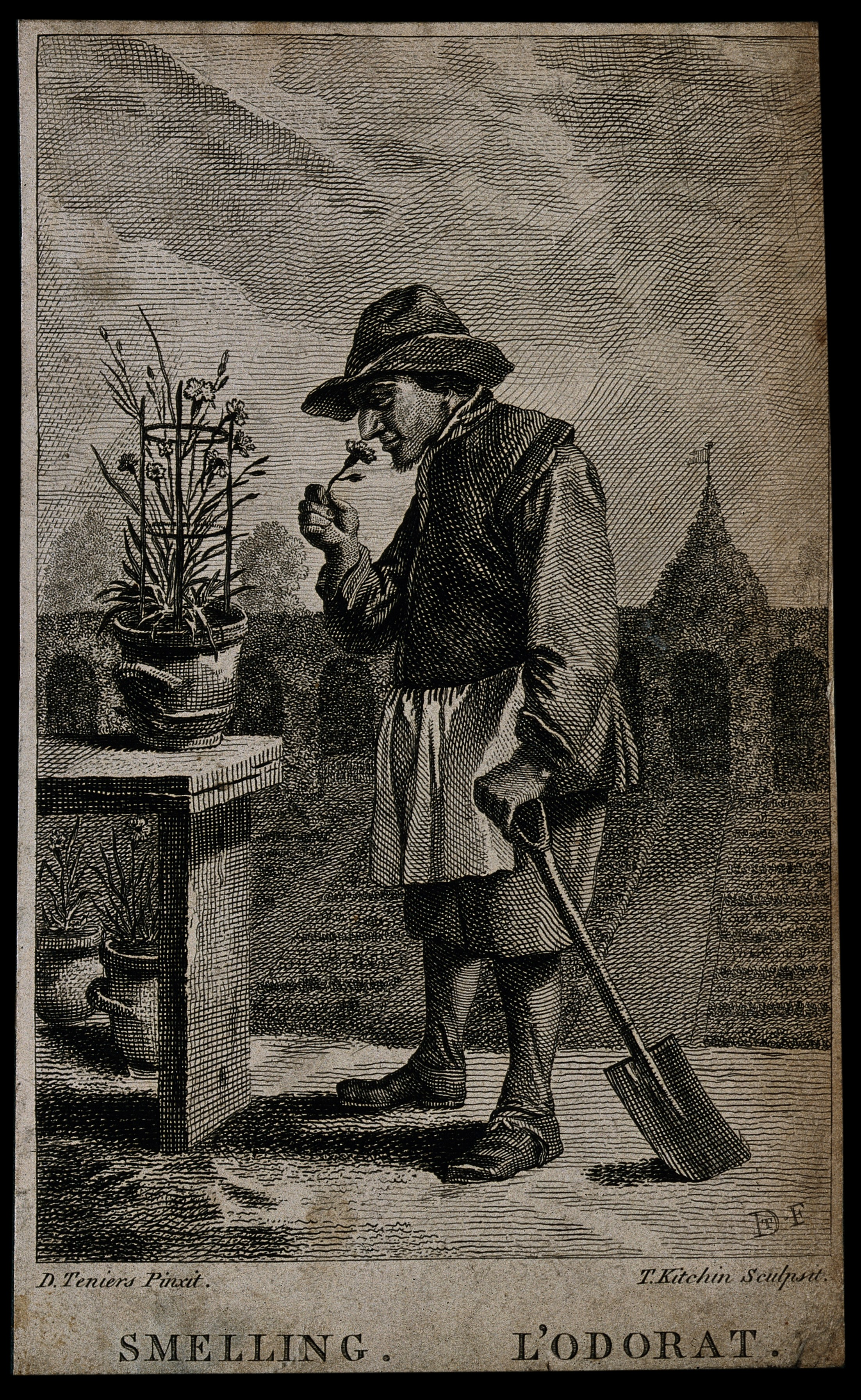
A gardener smelling a flower; representing the sense of smell, d'après David Teniers le Jeune (n. d., Wellcome Collection).
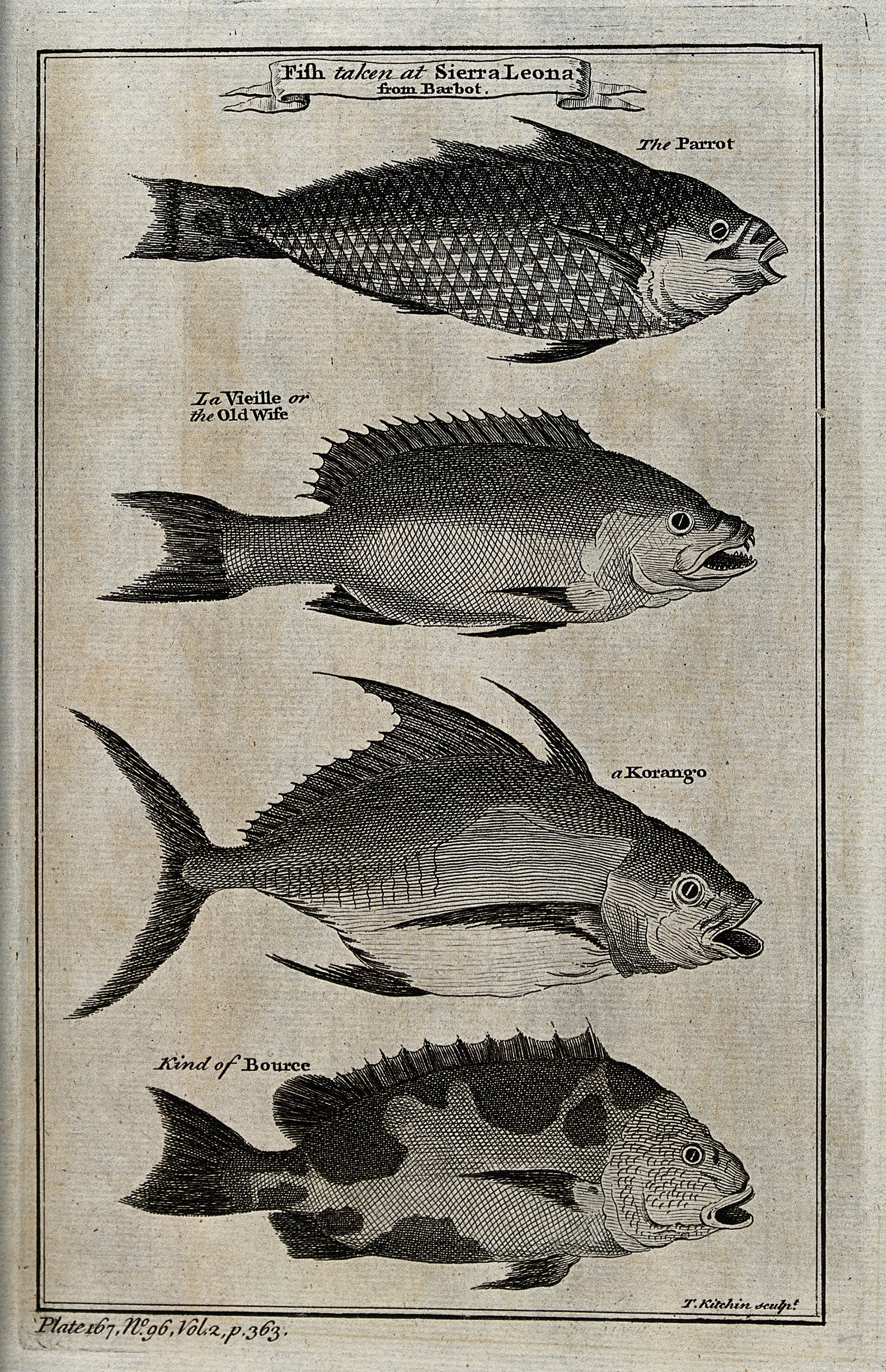
A variety of fish from the Sierra Leona, including a parrot (n. d., Wellcome Collection).
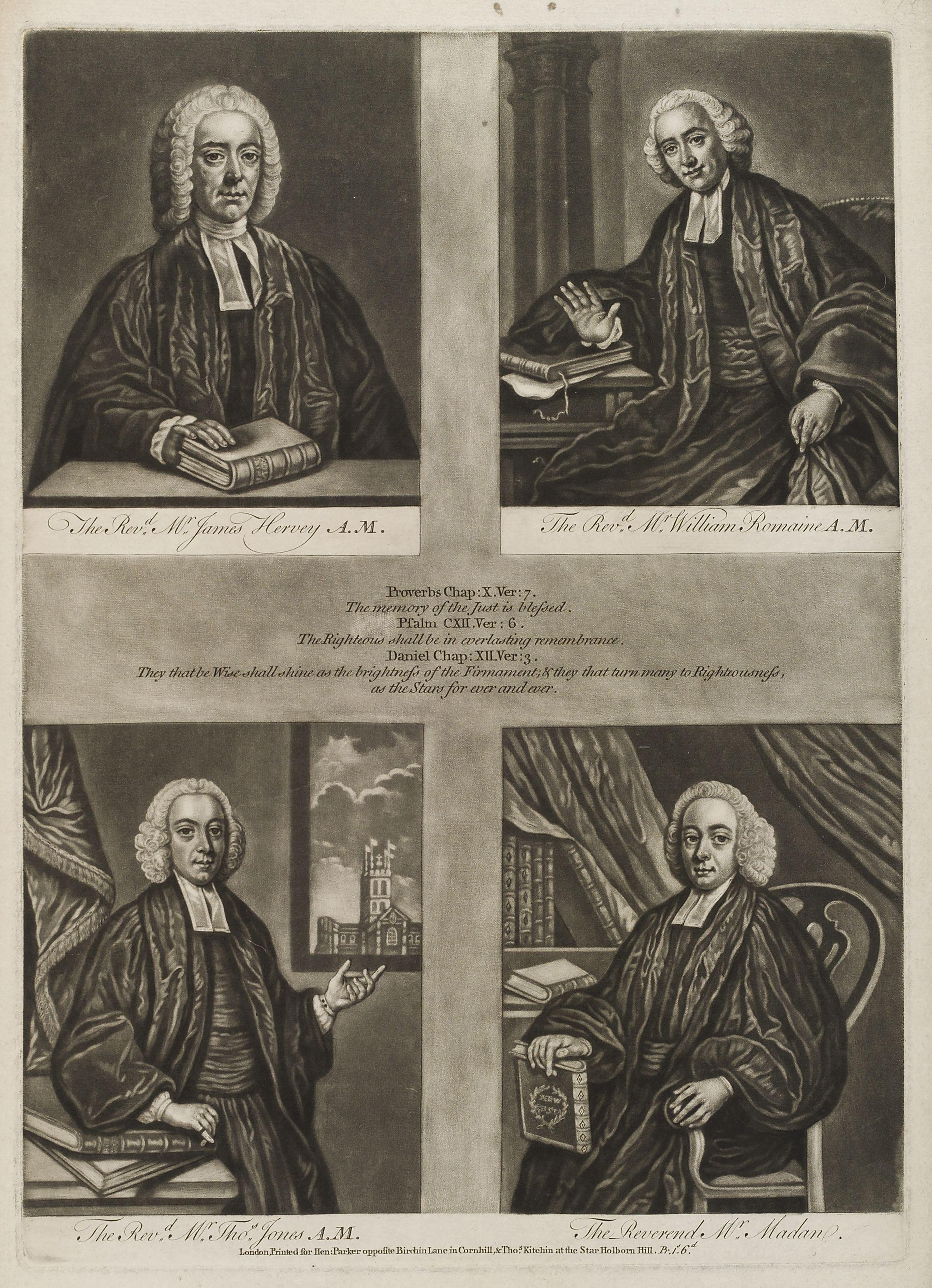
Portraits de James Hervey, William Romaine, Thomas Jones et Martin Madan, (c. 1750, National Portrait Gallery).
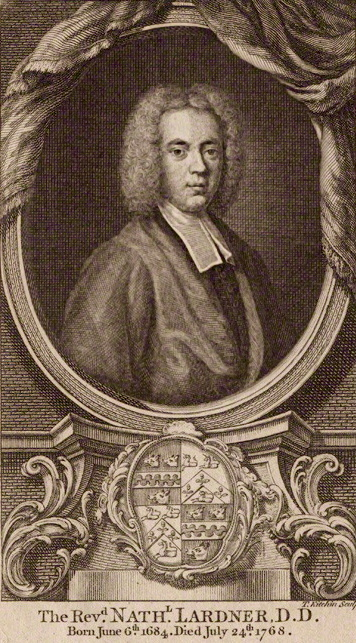
Portrait de Nathaniel Lardner (c. 1768, National Portrait Gallery).